# Schulthessiella difficilis
Schulthessiella difficilis är en insektsart som beskrevs av Marius Descamps 1977. Schulthessiella difficilis ingår i släktet Schulthessiella och familjen Thericleidae. Inga underarter finns listade i Catalogue of Life.